# National Union of Women’s Suffrage Societies
National Union of Women's Suffrage Societies – organizacja istniejąca w latach 1896-1918, skupiająca grupy sufrażystek brytyjskich. Działała poprzez edukowanie opinii publicznej na temat emancypacji kobiet oraz lobbing w Parlamencie. W 1903 doszło w niej do rozłamu i wydzielenia się Women's Social and Political Union, które skupiało kobiety ze środowisk socjalistycznych i robotniczych.